# ویکی‌نبشته
ویکی‌نِبشته (به انگلیسی: Wikisource) یک کتابخانهٔ دیجیتال آنلاین از محتوای آزاد متون اصلی در یک ویکی است که توسط بنیاد ویکی‌مدیا اداره می‌شود. ویکی‌نبشته نام کل پروژه و همچنین نام هر نمونه از آن پروژه به زبان‌های مختلف است. چندین ویکی‌نبشته در کنار هم پروژهٔ کلی ویکی‌نبشته را تشکیل می‌دهند. هدف این پروژه میزبانی تمامی اشکال متون آزاد در زبان‌های مختلف و ترجمه‌ها است. این پروژه در ابتدا به عنوان یک آرشیو برای ذخیرهٔ متون تاریخی مفید یا مهم طراحی شده بود، اما با گذر زمان به یک کتابخانه با محتوای عمومی تبدیل شد. این پروژه رسماً در ۲۴ نوامبر ۲۰۰۳ با نام پروژهٔ سورسبرگ (به انگلیسی: Project Sourceberg) آغاز به کار کرد که یک اقتباس و بازی با کلمات با پروژهٔ گوتنبرگ بود. نام ویکی‌نبشته بعدها در همان سال اتخاذ شد و یک دامنهٔ اینترنتی جداگانه دریافت کرد.
این پروژه آثاری را که یا در مالکیت عمومی هستند یا محتوای آزاد دارند، میزبانی می‌کند؛ آثار منتشرشدهٔ حرفه‌ای یا اسناد تاریخی، نه آثار خودانتشار. در ابتدا صحت‌سنجی به‌صورت آفلاین انجام می‌شد یا با اعتماد به قابلیت اطمینان دیگر کتابخانه‌های دیجیتال صورت می‌گرفت. اکنون آثار با استفاده از اسکن‌های آنلاین از طریق افزونهٔ ProofreadPage پشتیبانی می‌شوند که صحت و دقت متون پروژه را تضمین می‌کند.
برخی از ویکی‌نبشته‌ها، که هرکدام نمایانگر یک زبان خاص هستند، اکنون تنها آثار پشتیبانی‌شده با اسکن را می‌پذیرند. در حالی که بخش عمده‌ای از مجموعهٔ این پروژه را متون تشکیل می‌دهند، ویکی‌نبشته به‌عنوان یک کل، دیگر رسانه‌ها از جمله کمیک‌ها، فیلم‌ها و کتاب‌های صوتی را نیز میزبانی می‌کند. برخی ویکی‌نبشته‌ها به کاربران اجازه می‌دهند تا حاشیه‌نویسی‌های تولیدشده توسط کاربران را اضافه کنند، البته طبق سیاست‌های خاص همان ویکی‌نبشته. این پروژه به دلیل تأییدپذیری اندک مورد انتقاد قرار گرفته اما همچنین توسط سازمان‌هایی مانند دفتر ملی بایگانی و مدارک آمریکا مورد استناد قرار می‌گیرد.
تا مه ۲۰۲۵، زیر دامنه‌های ویکی‌نبشته برای ۷۹ زبان فعال هستند و مجموعاً شامل ۶٬۴۲۹٬۰۳۵ نوشتار و ۲٬۸۰۲ ویرایشگر فعال هستند.

## تاریخچه
ایدهٔ اولیه برای ایجاد ویکی‌نبشته به عنوان محلی برای ذخیرهٔ متون تاریخی مفید یا مهم مطرح شد. این متون به منظور پشتیبانی از مقالات ویکی‌پدیا، با ارائهٔ شواهد اصلی و متون منبع اصلی و همچنین به عنوان یک آرشیو مستقل ایجاد شدند. در ابتدا، مجموعه بر روی مواد تاریخی و فرهنگی مهم متمرکز بود که آن را از سایر آرشیوهای دیجیتال مانند پروژهٔ گوتنبرگ متمایز می‌کرد. پروژه در مراحل برنامه‌ریزی خود به نام پروژهٔ سورسبرگ نامیده می‌شد (بازی با کلمات برای پروژهٔ گوتنبرگ).

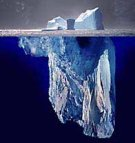
لوگوی اولیهٔ ویکی‌نبشته

در سال ۲۰۰۱، در ویکی‌پدیا اختلافاتی بر سر افزودن مواد اصلی به وجود آمد، که منجر به بحث‌هایی در مورد درج یا حذف آنها در ویکی‌ها شد. پروژهٔ سورسبرگ به عنوان یک راه‌حل پیشنهاد شد. در توضیح پروژهٔ پیشنهادی، کاربر The Cunctator گفت: «این پروژه برای پروژهٔ گوتنبرگ همان چیزی خواهد بود که ویکی‌پدیا برای نیوپدیا است»، و به زودی این بیان را با این جمله توضیح داد که «نمی‌خواهیم تلاش‌های پروژهٔ گوتنبرگ را تکرار کنیم؛ بلکه می‌خواهیم آنها را تکمیل کنیم. شاید پروژهٔ سورسبرگ بتواند عمدتاً به عنوان واسطی برای لینک‌دهی آسان از ویکی‌پدیا به یک فایل پروژهٔ گوتنبرگ و به عنوان واسطی برای ارسال آثار جدید به این پروژه عمل کند.» نظرات اولیه همراه با تردید بودند، با این که لری سنگر نیاز به این پروژه را زیر سؤال برد و نوشت: «سؤال سخت، حدس می‌زنم این است که چرا ما در حال اختراع دوبارهٔ چرخ هستیم، وقتی که پروژهٔ گوتنبرگ قبلاً وجود دارد؟ ما می‌خواهیم پروژهٔ گوتنبرگ را تکمیل کنیم—چگونه، دقیقاً؟» و جیمی ویلز افزود: «همچون لری، من هم علاقه‌مندم که این موضوع را بررسی کنیم تا ببینیم چه چیزی می‌توانیم به پروژهٔ گوتنبرگ اضافه کنیم. به نظر نمی‌رسد که منابع اصلی به‌طور کلی باید توسط هر کسی قابل ویرایش باشند—منظورم این است که شکسپیر، شکسپیر است، برخلاف تفسیر ما از آثار او که هر چه بخواهیم می‌تواند باشد.»
پروژه فعالیت خود را در ps.wikipedia.org آغاز کرد. مشارکت‌کنندگان، زیر دامنهٔ "PS" را به معنی "منابع اصلی" یا پروژهٔ سورسبرگ درک کردند. اما این موضوع منجر به اشغال زیر دامنهٔ فهرست ویکی‌پدیاها توسط پروژهٔ سورسبرگ شد (کد زبان ایزو ۱–۶۳۹ زبان پشتو "ps" است).
پروژهٔ سورسبرگ رسماً در ۲۴ نوامبر ۲۰۰۳ راه‌اندازی شد، زمانی که آدرس موقت خود را در sources.wikipedia.org دریافت کرد و تمام متون و مباحثی که در ps.wikipedia.org میزبانی می‌شدند به آدرس موقت منتقل شدند. رأی‌گیری در مورد نام پروژه در ۶ دسامبر ۲۰۰۳ آن را به ویکی‌نبشته تغییر داد. علیرغم تغییر نام، پروژه تا ۲۳ ژوئیه ۲۰۰۴ به آدرس دائمی خود (http://wikisource.org/) منتقل نشد.

## نماد و شعار
از آنجایی که ویکی‌نبشته در ابتدا «پروژهٔ سورسبرگ» نامیده می‌شد، اولین نماد آن تصویری از یک کوه یخ بود. دو رأی‌گیری که برای انتخاب جایگزین انجام شد، بی‌نتیجه ماند و لوگوی اصلی تا سال ۲۰۰۶ باقی ماند. سرانجام، به دلایل قانونی و فنی—زیرا مجوز تصویر برای لوگوی بنیاد ویکی‌مدیا مناسب نبود و یک عکس نمی‌تواند به‌طور صحیح مقیاس‌پذیر باشد—تصمیم گرفته شد که یک کوه یخ بُرداری استایل شده که از تصویر اصلی الهام گرفته شده بود، به عنوان نماد پروژه قرار گیرد.
اولین استفادهٔ برجسته از شعار ویکی‌نبشته—کتابخانهٔ آزاد—در درگاه چندزبانهٔ پروژه بود، زمانی که این درگاه بر اساس درگاه ویکی‌پدیا در ۲۷ اوت ۲۰۰۵ بازطراحی شد (نسخهٔ تاریخی). همانند درگاه ویکی‌پدیا، شعار ویکی‌نبشته در اطراف لوگو در ده زبان بزرگ پروژه نمایش داده می‌شود.
کلیک بر روی تصاویر مرکزی درگاه (لوگوی کوه یخ در مرکز و عنوان «ویکی‌نبشته» در بالای صفحه) به فهرست ترجمه‌ها برای ویکی‌نبشته و کتابخانهٔ آزاد در ۶۰ زبان لینک می‌دهد.

## ابزارهای ساخته‌شده

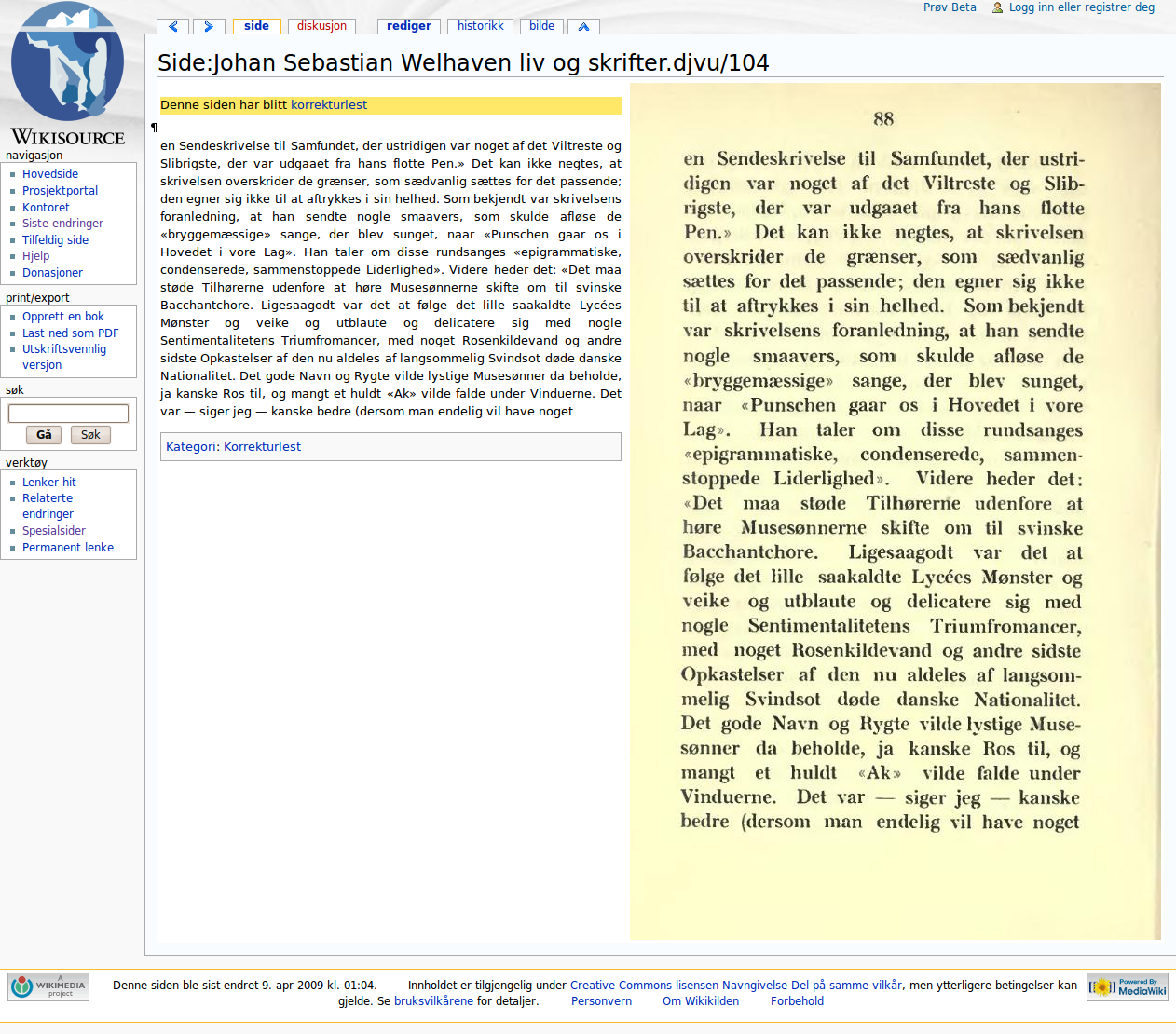
افزونهٔ ProofreadPage در حال اجرا

یک افزونهٔ مدیاویکی به نام ProofreadPage توسط توسعه‌دهنده‌ای به نام ThomasV برای ویکی‌نبشته توسعه داده شد تا روند بازبینی و نمونه‌خوانی متون در این پروژه بهبود یابد. این افزونه، صفحات آثار اسکن‌شده را در کنار متنی که به آن صفحه مربوط است، نمایش می‌دهد و به این ترتیب امکان نمونه‌خوانی و تأیید صحت آن را به صورت مستقل توسط دیگر ویرایشگران فراهم می‌کند. پس از اسکن یک کتاب یا متن دیگر، تصاویر خام با استفاده از نرم‌افزارهای پردازش تصویر دیجیتال برای اصلاح چرخش صفحات و مشکلات دیگر ویرایش می‌شوند. تصاویر ویرایش‌شده می‌توانند به یک فایل PDF یا DjVu تبدیل شده و به ویکی‌نبشته یا ویکی‌انبار آپلود شوند.
این سیستم به ویرایشگران در تضمین صحت متون در ویکی‌نبشته کمک می‌کند. اسکن‌های اصلی صفحات آثار تکمیل‌شده برای هر کاربری در دسترس باقی می‌مانند تا در صورت بروز اشتباهات، آنها را تصحیح کنند و خوانندگان بتوانند متون را با نسخه‌های اصلی مقایسه کنند. افزونهٔ ProofreadPage همچنین امکان مشارکت بیشتر را فراهم می‌کند، زیرا دسترسی به نسخهٔ فیزیکی اثر اصلی برای مشارکت در پروژه پس از بارگذاری تصاویر ضروری نیست.

## نقاط عطف

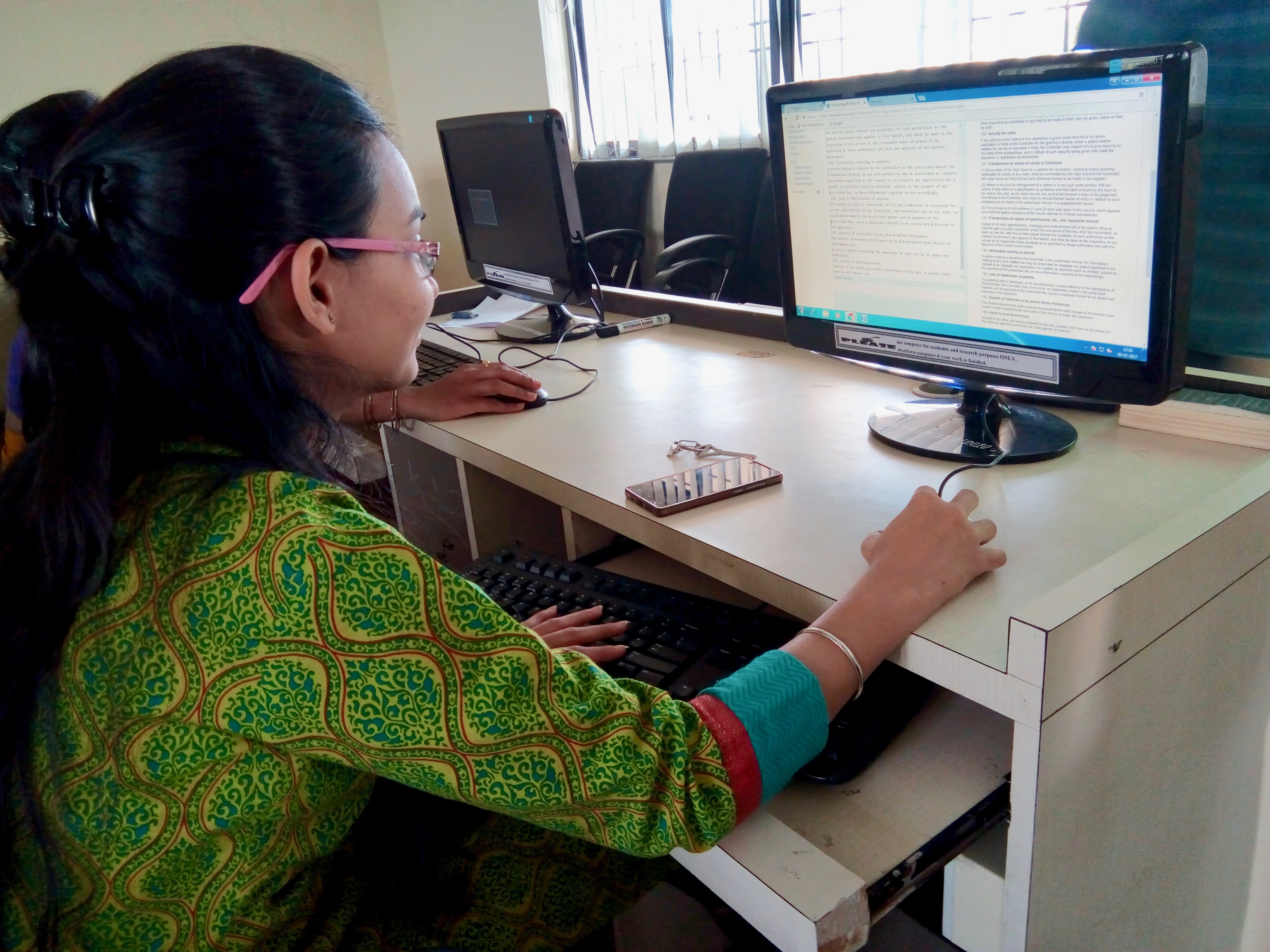
یک دانشجو در حال نمونه‌خوانی طی پروژهٔ کارآموزی خود در کالج حقوق پونه در هند

در طی دو هفته از آغاز رسمی پروژه در sources.wikipedia.org، بیش از ۱۰۰۰ صفحه ایجاد شد که حدود ۲۰۰ مورد از این صفحات به عنوان مقالهٔ واقعی شناخته شدند. در ۴ ژانویهٔ ۲۰۰۴، ویکی‌نبشته از صدمین کاربر ثبت‌نام‌شدهٔ خود استقبال کرد. در اوایل ژوئیهٔ ۲۰۰۴، تعداد مقالات به بیش از ۲۴۰۰ رسید و بیش از ۵۰۰ کاربر ثبت‌نام کردند.
در ۳۰ آوریل ۲۰۰۵، ۲۶۶۷ کاربر ثبت‌نام‌شده (شامل ۱۸ مدیر) و تقریباً ۱۹۰۰۰ مقاله وجود داشت. پروژه در همان روز به ۹۶۰۰۰ ویرایش خود رسید.
در ۲۷ نوامبر ۲۰۰۵، ویکی‌نبشتهٔ انگلیسی در سومین ماه فعالیت خود به بیش از ۲۰٫۰۰۰ واحد متنی رسید و در حال حاضر بیش از کل متون موجود در کل پروژه در ماه آوریل (قبل از انتقال به زیرمجموعه‌های زبان) را در خود جای داده است.
در ۱۰ مه ۲۰۰۶، اولین درگاه ویکی‌نبشته ایجاد شد.
در ۱۴ فوریه ۲۰۰۸، ویکی‌نبشتهٔ انگلیسی با فصل LXXIV از کتاب شش ماه در کاخ سفید، یک خاطره‌نگاری توسط نقاش فرانسیس بیکنل کارپنتر، به بیش از ۱۰۰٫۰۰۰ واحد متنی رسید.
در نوامبر ۲۰۱۱، نقطهٔ عطف ۲۵۰٫۰۰۰ واحد متنی گذرانده شد.

## محتوای کتابخانه

معیارهای درج در ویکی‌نبشته در قالب نمودار ون. ناحیهٔ سبز نشان‌دهندهٔ بهترین حالت ممکن است که در آن اثر هر سه شرط اصلی را برآورده می‌کند. ناحیهٔ زرد نشان‌دهندهٔ حالت‌های قابل‌قبول اما نه ایده‌آل است.

ویکی‌نبشته متون منتشرشدهٔ قبلی را در قالب فرمت دیجیتال جمع‌آوری و ذخیره می‌کند؛ از جمله رمان‌ها، آثار غیر داستانی، نامه‌ها، سخنرانی‌ها، اسناد قانونی و تاریخی، قوانین و مجموعه‌ای از اسناد دیگر. همهٔ متون جمع‌آوری‌شده یا عاری از حق‌تکثیر هستند یا تحت مجوز کرییتیو کامنز منتشر شده‌اند. متون به هر زبانی پذیرفته می‌شوند، همانند ترجمه‌ها. علاوه بر متون، ویکی‌نبشته میزبان موادی مانند کمیک، فیلم، و نیز آثار گفتاری است. تمام متونی که در ویکی‌نبشته نگهداری می‌شوند باید قبلاً در جایی دیگر منتشر شده باشند؛ این پروژه میزبان کتاب‌ها یا اسنادی که توسط کاربران تولید شده‌اند نیست.
در بسیاری از ویکی‌نبشته‌ها، یک منبع اسکن‌شده ترجیح داده می‌شود و در برخی موارد الزامی است. با این حال، اکثر ویکی‌نبشته‌ها آثار رونویسی‌شده از منابع آفلاین یا به دست آمده از کتابخانه‌های دیجیتال دیگر را نیز می‌پذیرند. در تعداد کمی از موارد، شرط انتشار قبلی می‌تواند نادیده گرفته شود، اگر اثر یک سند منبعی با اهمیت تاریخی قابل توجه باشد. شرط قانونی برای داشتن مجوز یا عاری بودن اثر از حق‌تکثیر همچنان ثابت باقی می‌ماند.

### حاشیه‌نویسی و ترجمه‌ها – تفاوت باویکی‌کتاب
تنها قطعات اصلی پذیرفته‌شده در ویکی‌نبشته، حاشیه‌نویسی‌ها و ترجمه‌ها هستند. ویکی‌نبشته و پروژهٔ همکار آن ویکی‌کتاب، هر دو قابلیت میزبانی از نسخه‌های حاشیه‌نویسی‌شدهٔ متون را دارند. در ویکی‌نبشته، حاشیه‌نویسی‌ها به عنوان مکمل متن اصلی پذیرفته می‌شوند و متن اصلی همچنان هدف اصلی پروژه باقی می‌ماند. برعکس، در ویکی‌کتاب، حاشیه‌نویسی‌ها اصلی هستند و متن اصلی تنها به عنوان یک مرجع یا مکمل در صورت وجود، استفاده می‌شود. نسخه‌های حاشیه‌نویسی‌شده در ویکی‌نبشتهٔ آلمانی محبوب‌تر هستند. این پروژه همچنین ترجمه‌های متونی که توسط کاربرانش ارائه می‌شود را می‌پذیرد. یکی از ترجمه‌های برجسته در ویکی‌نبشتهٔ انگلیسی پروژهٔ ویکی بایبل است که قصد دارد یک ترجمهٔ جدید و «آزاد» از کتاب مقدس را ارائه کند.

## ساختار

### زیردامنه‌های زبانی
یک نسخهٔ جداگانه از ویکی‌نبشته به زبان عبری (he.wikisource.org) در اوت ۲۰۰۴ ایجاد شد. نیاز به یک وب‌سایت به زبان عبری به دلیل دشواری تایپ و ویرایش متون عبری در محیطی با متن از چپ به راست ایجاد شد (زیرا زبان عبری از راست به چپ نوشته می‌شود). در ماه‌های بعد، مشارکت‌کنندگان در زبان‌های دیگر از جمله آلمانی درخواست‌های مشابهی برای داشتن ویکی‌های مخصوص زبان خود کردند، اما یک رأی‌گیری در دسامبر در مورد ایجاد دامنه‌های جداگانهٔ زبانی بدون نتیجه ماند. در نهایت، رأی‌گیری دومی که در ۱۲ مه ۲۰۰۵ به پایان رسید، با اکثریت بالا از ایجاد زیردامنه‌های زبانی جداگانه در ویکی‌نبشته حمایت کرد و اجازه داد هر زبان متون خود را در ویکی مخصوص به خود میزبانی کند.
یک موج اولیه از ۱۴ زبان در ۲۳ اوت ۲۰۰۵ ایجاد شد. زبان‌های جدید شامل انگلیسی نبودند، اما کد en: به‌طور موقت به وب‌سایت اصلی (wikisource.org) هدایت شد. در این زمان، جامعهٔ ویکی‌نبشته از طریق یک پروژهٔ دسته‌جمعی برای مرتب‌سازی دستی هزاران صفحه و دسته‌بندی بر اساس زبان، برای یک موج دوم از واردات صفحات به ویکی‌های محلی آماده شد. در ۱۱ سپتامبر ۲۰۰۵، ویکی ویکی‌نبشته (wikisource.org) بازپیکربندی شد تا نسخهٔ انگلیسی و ۸ زبان دیگر که اوایل آن صبح و اواخر شب قبل ایجاد شده بودند، فعال شوند. سه زبان دیگر در ۲۹ مارس ۲۰۰۶ ایجاد شد، و سپس موج بزرگی از ۱۴ دامنهٔ زبان در ۲ ژوئن ۲۰۰۶ ایجاد شد.
زبان‌هایی که زیردامنه ندارند، به صورت محلی در مرحلهٔ آزمایشی قرار دارند. تا تاریخ سپتامبر ۲۰۲۰، ۱۸۲ زبان به صورت محلی میزبانی شده‌اند.
در مه ۲۰۲۵، زیردامنه‌های ویکی‌نبشته برای ۸۱ زبان وجود دارد که از این تعداد ۷۹ ویکی فعال و ۲ ویکی نیز بسته هستند. سایت‌های فعال دارای ۶٬۴۲۹٬۰۳۵ مقاله و سایت‌های بسته دارای ۱۳ مقاله هستند. تعداد ۵٬۰۴۸٬۱۰۳ کاربر ثبت‌نام شده وجود دارد که از این تعداد ۲٬۸۰۲ کاربر اخیراً فعال بودند.
ده پروژهٔ برتر ویکی‌نبشته بر اساس تعداد نوشتارها در فضای اصلی:
| شماره | زبان | ویکی | نوشتارها | مجموع | ویرایش‌ها | مدیران | کاربران | کاربران فعال | فایل‌ها |
| ----- | ---- | ---- | -------- | ----- | -------- | ------ | ------- | ------------ | ------ |

برای مشاهدهٔ فهرست کامل به همراه جمع کل به آمار ویکی‌مدیا مراجعه کنید.

### wikisource.org
در خلال انتقال به زیردامنه‌های زبانی، جامعه درخواست کرد که وب‌سایت اصلی wikisource.org به عنوان یک ویکی فعال باقی بماند تا به سه هدف زیر خدمت کند:
1. برای اینکه به عنوان یک سایت هماهنگی چندزبانه برای کل پروژهٔ ویکی‌نبشته در تمام زبان‌ها عمل کند. در عمل، استفاده از وب‌سایت برای هماهنگی چندزبانه از زمان تبدیل به دامنه‌های زبانی زیاد نبوده است. با این حال، برخی فعالیت‌های سیاستی در اسکریپتوریوم وجود دارد و به‌روزرسانی‌های چندزبانه برای اخبار و رویدادهای زبانی در صفحاتی مانند ویکی‌نبشته:۲۰۰۷ انجام می‌شود.
2. برای اینکه مکانی برای متون به زبان‌هایی که زیردامنهٔ خود را ندارند، هر یک با صفحهٔ اصلی محلی خود برای خودسازماندهی باشد.[۲۷] به عنوان یک مرحلهٔ آزمایشی زبان، ویکی‌نبشته در حال حاضر میزبان بیش از ۳۰ زبان است که هنوز زیردامنهٔ زبانی خود را ندارند. برخی از این زبان‌ها بسیار فعال هستند و کتابخانه‌هایی با صدها متن ایجاد کرده‌اند (مانند زبان ولاپوک).
3. برای ارائهٔ پشتیبانی مستقیم و مداوم توسط جامعهٔ محلی ویکی برای پورتال چندزبانهٔ پویا در صفحهٔ اصلی آن، برای کاربرانی که به http://wikisource.org مراجعه می‌کنند. پورتال صفحهٔ اصلی فعلی صفحهٔ اصلی در ۲۶ اوت ۲۰۰۵ توسط ThomasV ایجاد شد که آن را بر اساس پورتال ویکی‌پدیا طراحی کرد.

ایدهٔ یک ویکی هماهنگی خاص پروژه، که اولین بار در ویکی‌نبشته پیاده‌سازی شد، همچنین در پروژهٔ دیگری از ویکی‌مدیا، یعنی ویکی‌بتا، به کار گرفته شد. مانند wikisource.org، این ویکی برای هماهنگی ویکی‌ورسیتی در تمام زبان‌ها و به عنوان یک مرحلهٔ آزمایشی زبان خدمت می‌کند، اما برخلاف ویکی‌نبشته، صفحهٔ اصلی آن به عنوان پورتال چندزبانه عمل نمی‌کند.

## بازخوردها
لری سنگر، هم‌بنیان‌گذار ویکی‌پدیا، انتقادهایی به ویکی‌نبشته و پروژهٔ خواهر آن ویکی‌واژه وارد کرده است. او معتقد است که ماهیت همکاری و تکنولوژی این پروژه‌ها به این معنی است که نظارتی توسط کارشناسان وجود ندارد و به همین دلیل محتوای آن‌ها قابل اعتماد نیست.
برت ایرمان، پژوهشگر عهد جدید و استاد مطالعات دینی در دانشگاه کارولینای شمالی در چپل هیل، به پروژهٔ ویکی‌نبشته انگلیسی برای ایجاد یک ترجمهٔ تولیدشده توسط کاربران از کتاب مقدس انتقاد کرده و گفته است: «دموکراسی‌زدایی لزوماً برای پژوهش خوب نیست.» ریچارد الیوت فریدمن، پژوهشگر عهد عتیق و استاد مطالعات یهودی در دانشگاه جورجیا، در سال ۲۰۰۸ خطاهایی را در ترجمهٔ سفر پیدایش شناسایی کرد.
در سال ۲۰۱۰، ویکی‌مدیای فرانسه توافقی با کتابخانهٔ ملی فرانسه برای افزودن اسکن‌های دیجیتال از کتابخانهٔ دیجیتال «گالیکا» به ویکی‌نبشتهٔ فرانسوی امضا کرد. هزار و چهارصد متن مالکیت عمومی فرانسوی به کتابخانهٔ ویکی‌نبشته اضافه شد که نتیجهٔ آن بارگذاری در ویکی‌انبار بود. کیفیت نسخه‌برداری‌ها، که قبلاً به‌طور خودکار توسط نویسه‌خوان نوری (OCR) تولید شده بود، انتظار می‌رفت توسط ویراستاران انسانی ویکی‌نبشته بهبود یابد.
در سال ۲۰۱۱، ویکی‌نبشتهٔ انگلیسی تعداد زیادی اسکن باکیفیت از اسناد دفتر ملی بایگانی و مدارک آمریکا (NARA) دریافت کرد که بخشی از تلاش‌های آن‌ها برای «افزایش دسترسی و دیده‌شدن موجودی‌هایش» بود. پردازش و بارگذاری این اسناد به همراه بسیاری از تصاویر از مجموعهٔ NARA توسط یک ویکی‌مدین مقیم در NARA، دامینیک مک‌دویت-پارکز، تسهیل شد. بسیاری از این اسناد توسط جامعهٔ ویکی‌نبشته نسخه‌برداری و ویرایش شده و به عنوان لینک‌هایی در کاتالوگ آنلاین دفتر ملی بایگانی نمایش داده شده است.